# Strašnik
Strašnik je naselje u Republici Hrvatskoj, u sastavu Grada Petrinja, Sisačko-moslavačka županija. 

## Stanovništvo
Prema popisu stanovništva iz 2001. godine, naselje je imalo 242 stanovnika te 88 obiteljskih kućanstava.
| broj stanovnika | 378   | 375   | 343   | 441   | 519   | 583   | 505   | 534   | 485   | 476   | 429   | 438   | 377   | 325   | 242   | 202   | 163   |
|                 | 1857. | 1869. | 1880. | 1890. | 1900. | 1910. | 1921. | 1931. | 1948. | 1953. | 1961. | 1971. | 1981. | 1991. | 2001. | 2011. | 2021. |

## Potres 2020. godine
U Strašniku je bio epicentar potresa 29. prosinca 2020. godine, magnitude 6,4 MW i 6,2 ML. Mjesto je bilo među najtežima pogođenima potresom. Malo je koja kuća ostala neoštećena, a dio stanovnika je evakuiran te su postavljeni šatori s hranom i vodom. Nije bilo poginulih niti ozlijeđenih. U susjednom selu Sibić nijedna kuća nije ostala neoštećena. 
Ipak, mještani su većinu kuća sami sanirali isti dan.